# 261
Năm 261 là một năm trong lịch Julius. 